# Інді-електроніка
Інді-електроніка (англ. Indie electronic), також відома як індітроніка (англ. Indietronic) — жанр музики, що комбінує інді-рок з елементами електронних стилів музики. Типові інструменти, що використовуються в індітроніці — клавішні, синтезатор, семплер і драм-машина. Жанр також тісно пов'язаний з відносно менш електронним і більш акустичним напрямком чилвейв.

## Історія виникнення
Інді-електроніка виникла на початку 1990-х разом з гуртами Stereolab і Disco Inferno, а з розвитком цифрових технологій у 2000-х жанр почав поповнюватися новими виконавцями, як-от Broadcast із Великої Британії, Justice із Франції, Lali Puna з Німеччини та The Postal Service, Ratatat і BOBBY зі США, які комбінували різний інді-звук з електронною музикою. Музика Stereolab поєднує в собі експериментальний рок, краут-рок і лаунж-звуки, нашаровані жіночим вокалом і поп-мелодіями. На їхні записи сильно вплинула техніка моторики 1970-х років, яку використовували краут-рок-гурти, такі як Neu! і Faust.
У Великій Британії комбінація інді з денс-панком була названа «нью-рейвом» під час просування гурту Klaxons лейблом Angular Recording Corporation. Термін прижився і застосовується виданням NME щодо гуртів Trash Fashion, New Young Pony Club, Hadouken!, Late of the Pier, Test Icicles і Shitdisco, які формують сцену, естетично схожу з рейв-сценою, що існувала раніше.
Згодом, починаючи з 2010 року, з'явилося багато гуртів, які хоча й не відносять себе до жанру індітроніки, але знаходяться під її впливом і рухаються між тонкою межею піджанру та іншими, такими як денс-панк, синті-поп, електроклеш, нью-вейв або неопсиходелія. Таким чином, такі різні, але з певною схожістю групи, як LCD Soundsystem, MGMT, Empire of The Sun, Crystal Castles, Foster The People та багато інших, дали нове дихання індітроніці незважаючи на те, що вони працюють у набагато більш мейнстрімному стилі. Тим часом такі гурти, як Shit Disco, Late of The Pier, New Young Pony Club або навіть Clap Your Hands Say Yeah! зробили це на більш андеграундній сцені.

## Приклади виконавців
- Metronomy;
- Foster the People;
- Kasabian;
- Grimes;
- Crystal Castles;
- Justice;
- Sebastian;
- Odesza;
- Hot Chip;
- Neon Indian;
- Imagine Dragons;
- Twenty One Pilots;
- The Ting Tings;
- Two Door Cinema Club.